# 宮古北インターチェンジ
宮古北インターチェンジ（みやこきたインターチェンジ）は、岩手県宮古市にある三陸沿岸道路（宮古田老道路）のインターチェンジ (IC) である。
このICの供用により宮古市北部と旧田老町が高速道路により繋がることとなった。

## 歴史
- 2018年（平成30年）3月6日 : IC名称が「宮古北IC」で正式決定[1]。
- 2020年（令和2年）7月12日 : 宮古中央IC/JCT - 田老真崎海岸IC間開通に伴い、供用開始[2]。

## 道路

### 本線
- E45 三陸沿岸道路（宮古田老道路・50番）

### 接続する道路
- 直接接続
  - 宮古市道北部環状線[3]
- 間接接続
  - 国道45号（市道経由）
  - 岩手県道40号宮古岩泉線（市道経由）
  - 国道106号（市道経由）

## 料金所
無料区間のため、設置されていない。 

## 周辺
- 宮古山口病院
- 三陸鉄道リアス線 山口団地駅

## 形状
ランプウェイはダイヤモンド型になっている。

## 隣
E45 三陸沿岸道路（宮古田老道路）
(49) 宮古中央IC/JCT - (50) 宮古北IC - (51) 田老南IC